# Telegrafberget, Älta

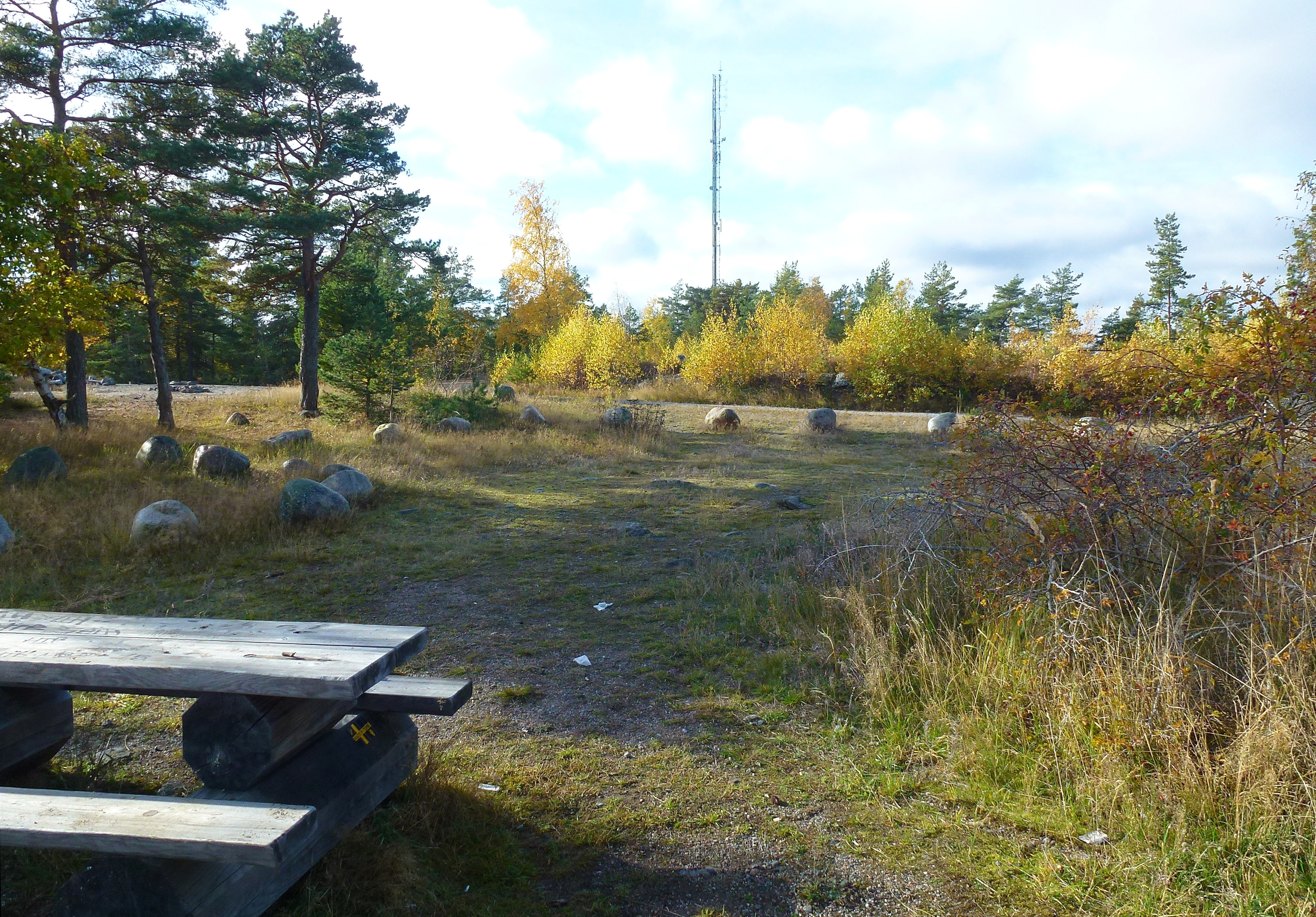
På Telegrafbergets topp, oktober 2015.

Telegrafberget i Älta (även kallad Ältaberget) ligger i kommundelen Älta i Nacka kommun. Berget hette tidigare Galtberget och bytte 1808 namn till Telegrafberget då en optisk telegraf sattes upp på berget. 

## Berget
Telegrafberget har en höjd av 82,2 m över havet och är därmed kommunens högsta berg. Det reser sig strax öster om bostadsområdet Hedvigslund. Insprängd i bergets topp ligger en vattenreservoar och från berget har man en vidsträckt utsikt över omgivningen. Intill stigen upp till Telegrafberget ligger några jättegrytor från senaste istiden.

## Historik

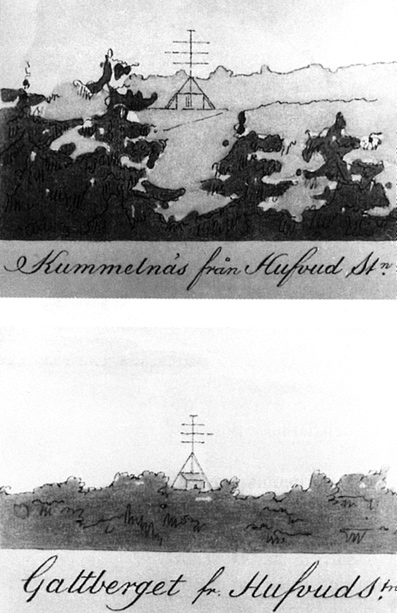
Optiska telegrafens stationer Kummelnäs och Galtberget.

Den första optiska telegrafen i nuvarande Nacka kommun uppsattes av militären år 1795 på det som sedan kom att kallas Telegrafberget på Ormingelandet. Det var Kummelnässtationen som var en länk på telegraflinjen från Mosebacke i Stockholm till Fredriksborgs fästning på Värmdö och vidare mot norra skärgården och Gävle. Från Stockholm till Gävle var det 31 mil vilket krävde 24 optiska telegrafstationer. Att överföra ett meddelande som: "Nu kommer skärgårdsflottan och styr mot Öregrundsgrepen" tog 45 minuter från Gävle till Stockholm, men en postryttare behövde två dagar för samma sträcka.
En första anläggning på Galtberget i Älta inrättades år 1808 och tjänstgjorde på linjen mot Landsort. Stationen före Älta var Trinntorp på Brevikshalvön i nuvarande Tyresö kommun. Ältastationen var i drift mellan 1808 och 1809 under Finska kriget, därefter drogs alla telegraflinjer på ostkusten in. 
Nästa gång när Ältas telegraf kom i bruk var mellan 1836 och 1858, då tjänstgjorde den även för handelsflottan. Den 1 maj 1837 öppnades nätet även för privata telegram. Telegrafisten i Älta bodde i Grindstugan, även kallad Christinedal, nedanför berget. Kraven på telegrafisterna var stränga. Att försumma sin vakt eller sända för sakta kunde ge fängelsestraff eller prygel. Men ”den telegrafist, som gör sin tjänst väl, skall bliva befordrad”, stod det i reglementet. 
År 1858 ersattes den omoderna, optiska anläggningen, som var beroende av god sikt, av en elektrisk telegraf med en linje mellan Stockholm och Dalarö och anordningen på Telegrafberget/Galtberget monterades ner. Den sista optiska telegraflinjen i Stockholms skärgård (Furusund-Arholma-Söderarm) lades ned 1876. I början av 1900-talet försvann även den elektriska telegrafen och telefonen tog över. 
Idag  existerar inga rester efter den optiska telegrafen, men en mobiltelefonmast har tagit över uppgiften att överföra meddelanden. I telegrafistens gamla Christinedals gård finns sedan 1987 ”Maggies farm” med häststall, hunddagis, café och butik.

## Bilder

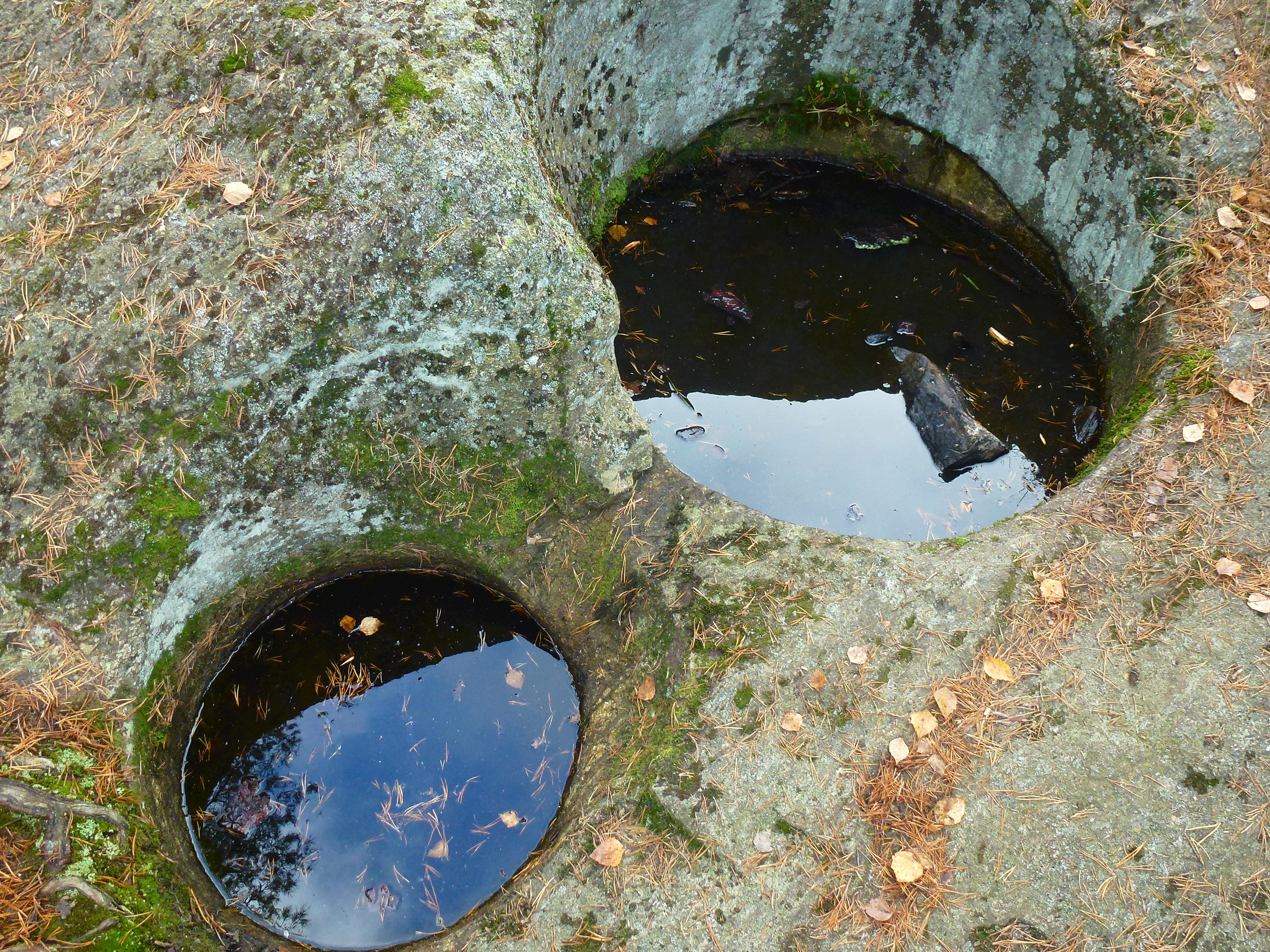
Jättegrytor
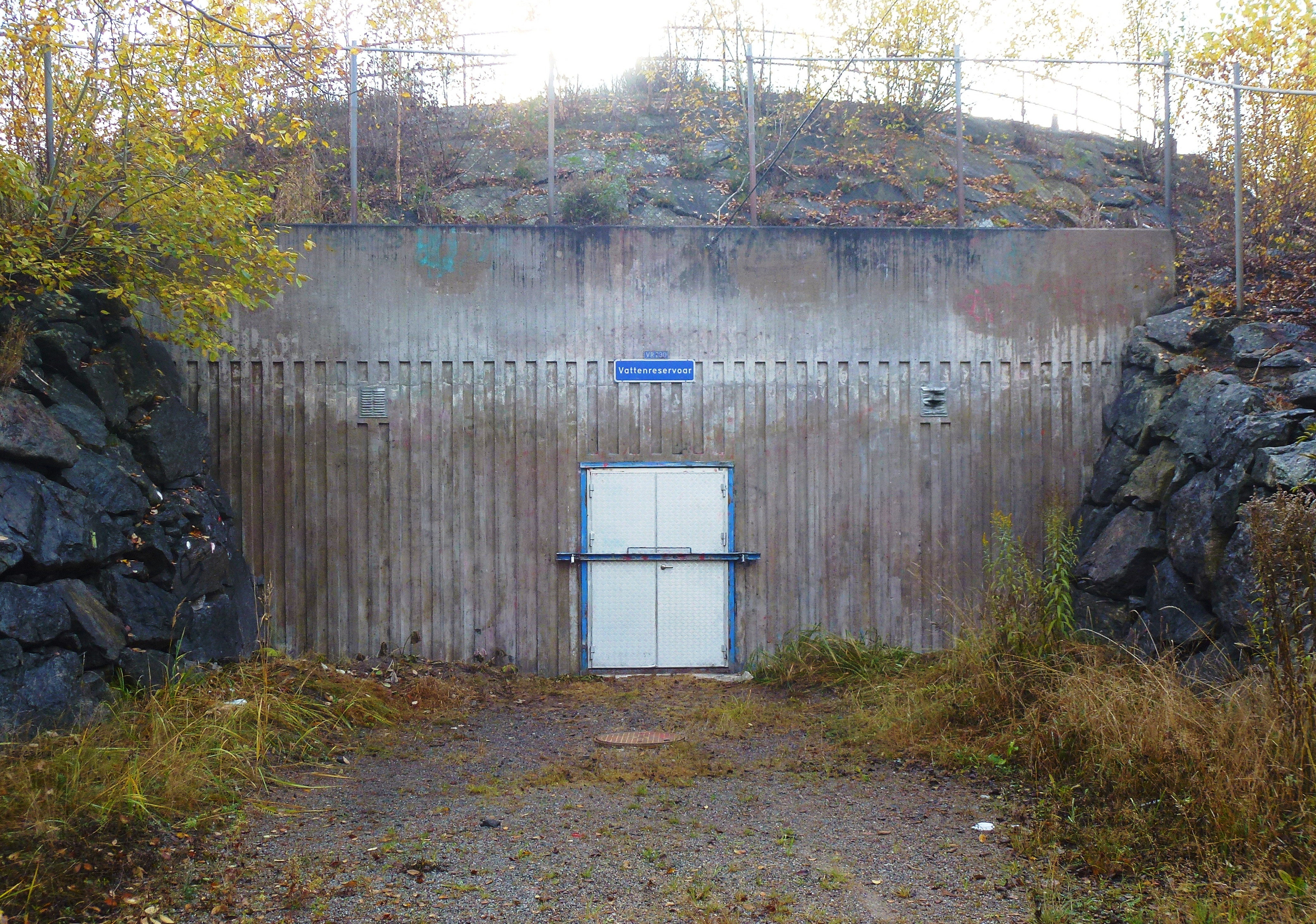
Vattenreservoaren
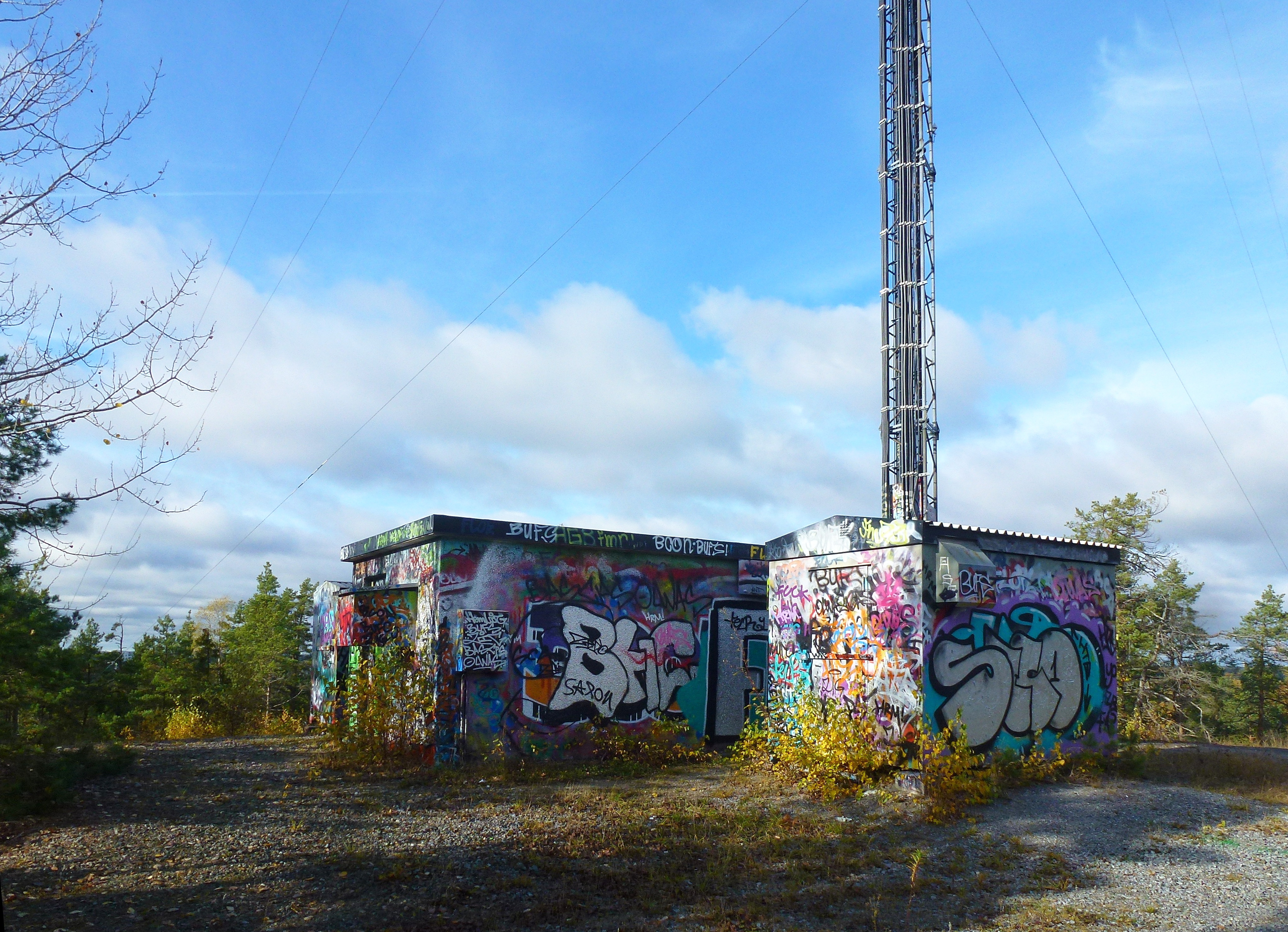
Mobiltelefonmasten
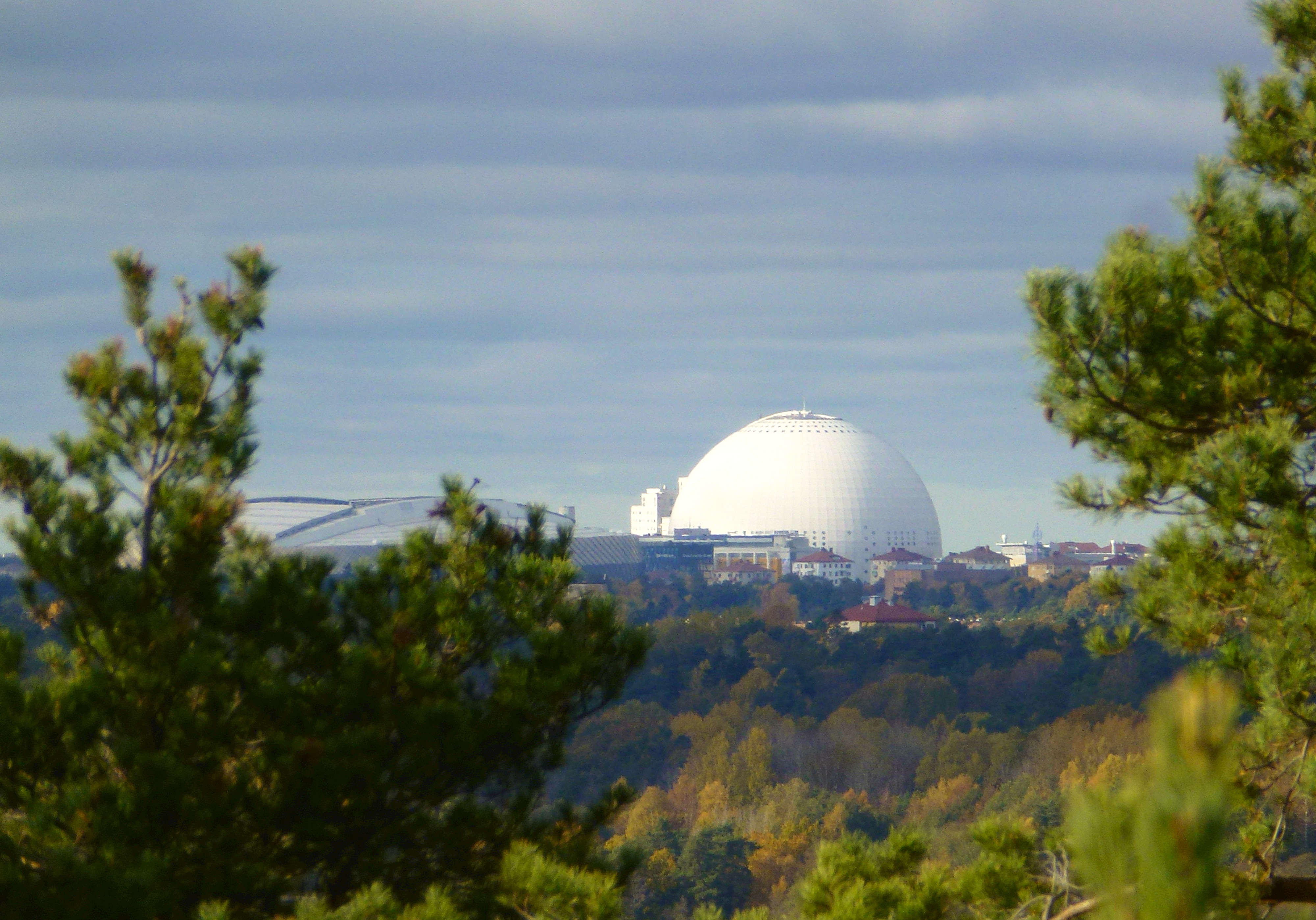
Utsikt mot nordväst med Globen.
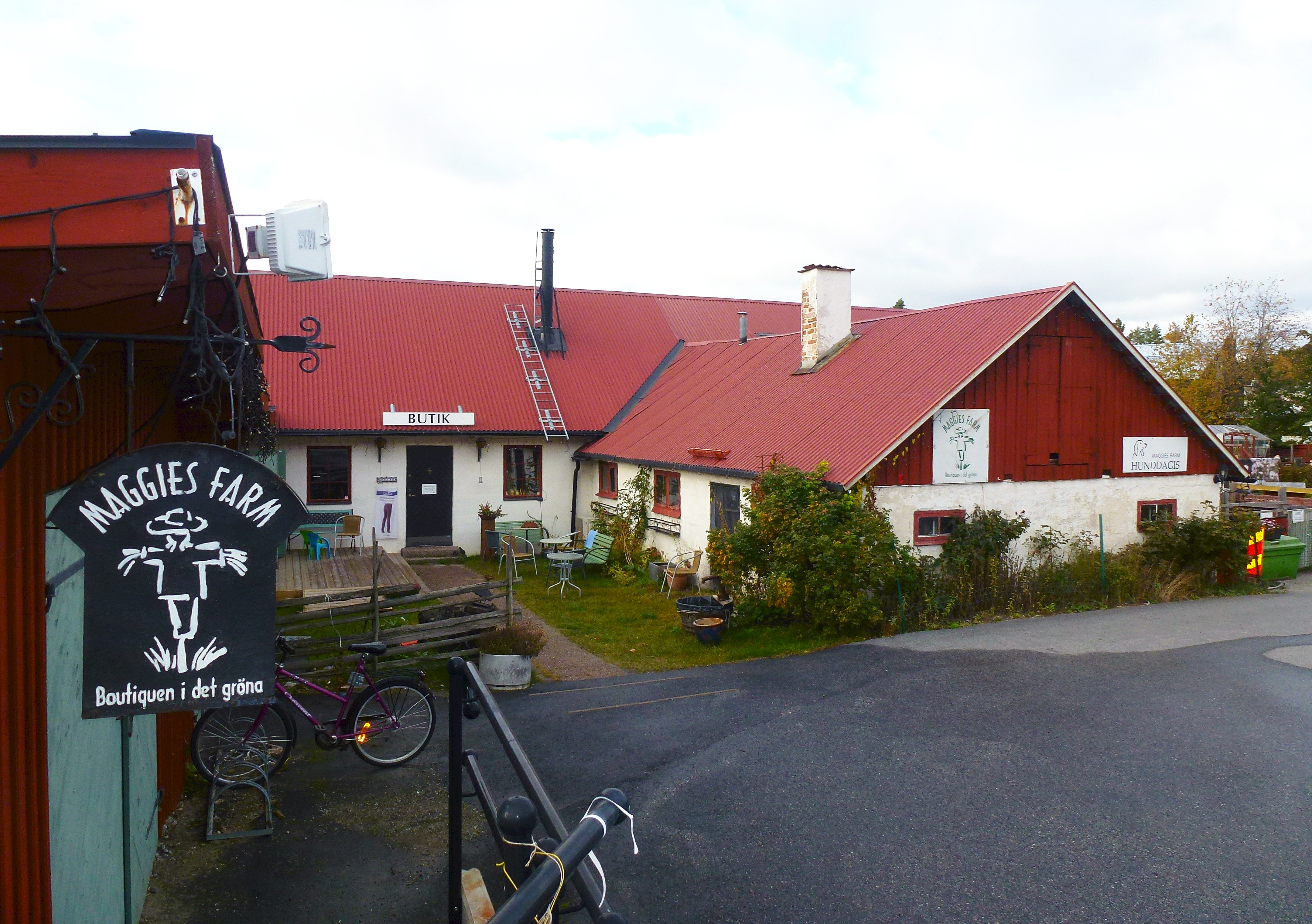
"Maggies farm".